# Jihosandwichský příkop
Jihosandwichský příkop (anglicky South Sandwich Trench) je hlubokomořský příkop v jižní části Jižního Atlantského oceánu. Leží východně od Jižních Sandwichových ostrovů, které obloukovitě sleduje od severu k jihu. Příkop vznikl v místě subdukce jihoamerické desky pod jihosandwichskou desku. Jedná se o nejhlubší místo v Jižním Atlantském oceánu a druhé nejhlubší místo v celém Atlantském oceánu po Portorickém příkopu. 